# Élections législatives de 1893 en Ille-et-Vilaine
Les élections législatives en Ille-et-Vilaine ont lieu les dimanches 20 août 1893 et 3 septembre 1893. 
Elles ont pour but d'élire les 8 députés représentant le département à la Chambre des députés pour un mandat de quatre années.

## Élection partielles durant le précédent mandat
Pas de partielle d'organisée entre 1889 et 1893.

## Députés sortants
| Députés | Députés                        | Parti         | Fonctions lors de l'élection en 1893 |
| ------- | ------------------------------ | ------------- | --- |
|         | René Le Hérissé                | Boulangiste   | Conseiller général de Rennes-Sud-Est. Ancien Lieutenant, Propriétaire.                                                                        |
|         | Armand Porteu de la Morandière | Réactionnaire | Ancien Préfet, conseiller d'arrondissement de Montauban-de-Bretagne, maire de Talensac. Directeur de filature, Propriétaire agricole.         |
|         | François Barbotin              | Réactionnaire | Conseiller d'arrondissement et maire de Maure-de-Bretagne. Avocat, Docteur en Droit, Propriétaire agricole, châtelain du Château de Penhouët. |
|         | Olivier Le Gonidec de Traissan | Réactionnaire | Ancien député, premier adjoint au maire de Vitré. Ancien Zouave pontifical, Propriétaire agricole, châtelain du Château de la Baratière.      |
|         | Marie-Joseph Delafosse         | Réactionnaire | Ancien conseiller général d'Antrain, maire de Bazouges-la-Pérouse. Propriétaire agricole, châtelain du Château de Boutlande..                 |
|         | Charles de Lorgeril            | Réactionnaire | Maire de Pleugueneuc. Ancien Zouave pontifical, Propriétaire agricole, châtelain du Château de la Bourbansais.                                |
|         | Charles Émile La Chambre       | Réactionnaire | Ancien député. Armateur, Banquier, Propriétaire agricole, châtelain du Château de la Briantais.                                               |
|         | Paul Carron de La Carrière     | Réactionnaire | Ancien député, conseiller général de Janzé, maire de Piré-sur-Seiche. Propriétaire agricole.                                                  |

## Mode de scrutin
L'élection se fait au scrutin d'arrondissement, soit un mode uninominal majoritaire à deux tours.
La circonscription pour l'élection est l'arrondissement.
Le scrutin est individuel, chaque arrondissement élisant un député.
Les arrondissements qui ont plus de cent mille habitants sont divisés. Dans ce cas on élit un député par circonscription électorale.
L'article 18 précise qu'il faut réunir pour être élu au premier tour :
1. La majorité absolue des suffrages exprimés ;
2. Un nombre de suffrages égal au quart des électeurs inscrits.

Au deuxième tour la majorité relative suffit. En cas d'égalité c'est le plus âgé qui est élu.

## Résultats par arrondissement

### Arrondissement de Fougères
Fougères regroupe tous les cantons de l'arrondissement.
| Candidats      | Candidats                | Étiquette       | Premier tour | Premier tour |
| Candidats      | Candidats                | Étiquette       | Voix         | %            |
| -------------- | ------------------------ | --------------- | ------------ | ------------ |
|                | Édouard Pontallié        | Opportuniste    | 9 321        | 50,07        |
|                | Marie-Joseph Delafosse * | Monarchiste     | 8 261        | 44,37        |
|                | Léon-Adrien de Montluc   | Gauche radicale | 1 039        | 5,58         |
|                |                          |                 |              |              |
| Inscrits       | Inscrits                 | Inscrits        | 23 241       | 100,00       |
| Votants        | Votants                  | Votants         | 18 817       | 80,97        |
| Abstention     | Abstention               | Abstention      | 4 424        | 19,04        |
| Blancs et nuls | Blancs et nuls           | Blancs et nuls  | 199          | 1,06         |
| Exprimés       | Exprimés                 | Exprimés        | 18 618       | 98,94        |

*sortant

### Arrondissement de Montfort
Montfort regroupe tous les cantons de l'arrondissement.
| Candidats      | Candidats                        | Étiquette      | Premier tour | Premier tour |
| Candidats      | Candidats                        | Étiquette      | Voix         | %            |
| -------------- | -------------------------------- | -------------- | ------------ | ------------ |
|                | Armand Porteu de la Morandière * | Monarchiste    | 8 088        | 58,74        |
|                | Édouard du Mesnil                | Opportuniste   | 5 683        | 41,27        |
|                |                                  |                |              |              |
| Inscrits       | Inscrits                         | Inscrits       | 16 325       | 100,00       |
| Votants        | Votants                          | Votants        | 13 904       | 85,17        |
| Abstention     | Abstention                       | Abstention     | 2 421        | 14,83        |
| Blancs et nuls | Blancs et nuls                   | Blancs et nuls | 135          | 0,97         |
| Exprimés       | Exprimés                         | Exprimés       | 13 769       | 99,03        |

*sortant

### Arrondissement de Redon
Redon regroupe tous les cantons de l'arrondissement.
| Candidats      | Candidats           | Étiquette      | Premier tour | Premier tour |
| Candidats      | Candidats           | Étiquette      | Voix         | %            |
| -------------- | ------------------- | -------------- | ------------ | ------------ |
|                | Émile Récipon       | Union libérale | 11 151       | 51,18        |
|                | François Barbotin * | Monarchiste    | 9 795        | 46,71        |
|                |                     |                |              |              |
| Inscrits       | Inscrits            | Inscrits       | 25 298       | 100,00       |
| Votants        | Votants             | Votants        | 21 108       | 83,44        |
| Abstention     | Abstention          | Abstention     | 4 190        | 16,56        |
| Blancs et nuls | Blancs et nuls      | Blancs et nuls | 140          | 0,66         |
| Exprimés       | Exprimés            | Exprimés       | 20 968       | 99,34        |

*sortant

### Arrondissement de Rennes

#### 1recirconscription
Rennes-1 regroupe les cantons de Rennes-Nord-Ouest, Rennes-Nord-Est, Rennes-Sud-Ouest et de Rennes-Sud-Est.
| Candidats      | Candidats            | Étiquette                 | Premier tour | Premier tour |
| Candidats      | Candidats            | Étiquette                 | Voix         | %            |
| -------------- | -------------------- | ------------------------- | ------------ | ------------ |
|                | René Le Hérissé *    | Républicain révisionniste | 6 543        | 51,60        |
|                | Eugène Pinault       | Union libérale            | 3 991        | 31,48        |
|                | Jules Maniez         | Socialiste                | 2 060        | 16,25        |
|                | Sempé dit Mickaël Py | Socialiste                | 59           | 0,47         |
|                |                      |                           |              |              |
| Inscrits       | Inscrits             | Inscrits                  | 20 903       | 100,00       |
| Votants        | Votants              | Votants                   | 13 416       | 64,18        |
| Abstention     | Abstention           | Abstention                | 7 487        | 35,82        |
| Blancs et nuls | Blancs et nuls       | Blancs et nuls            | 736          | 5,49         |
| Exprimés       | Exprimés             | Exprimés                  | 12 680       | 94,51        |

*sortant

#### 2ecirconscription
Rennes-2 regroupe les cantons de Châteaugiron, Hédé, Janzé, Liffré, Mordelles et de Saint-Aubin-d'Aubigné.
| Candidats      | Candidats                    | Étiquette      | Premier tour | Premier tour |
| Candidats      | Candidats                    | Étiquette      | Voix         | %            |
| -------------- | ---------------------------- | -------------- | ------------ | ------------ |
|                | René Brice                   | Union libérale | 8 807        | 58,38        |
|                | Paul Carron de La Carrière * | Monarchiste    | 6 288        | 41,68        |
|                |                              |                |              |              |
| Inscrits       | Inscrits                     | Inscrits       | 18 192       | 100,00       |
| Votants        | Votants                      | Votants        | 15 217       | 83,65        |
| Abstention     | Abstention                   | Abstention     | 2 975        | 16,35        |
| Blancs et nuls | Blancs et nuls               | Blancs et nuls | 130          | 0,85         |
| Exprimés       | Exprimés                     | Exprimés       | 15 087       | 99,15        |

*sortant

### Arrondissement de Saint-Malo

#### 1recirconscription
Saint-Malo-1 regroupe les cantons de Saint-Malo, Cancale, Dol-de-Bretagne, Pleine-Fougères.
- Charles Émile La Chambre (Monarchiste), élu depuis 1889, ne se représente pas.

| Candidats      | Candidats             | Étiquette            | Premier tour | Premier tour |
| Candidats      | Candidats             | Étiquette            | Voix         | %            |
| -------------- | --------------------- | -------------------- | ------------ | ------------ |
|                | François Brune        | Opportuniste         | 7 513        | 69,49        |
|                | Claude Léouzon-le-Duc | Rallié-Révisionniste | 3 278        | 30,32        |
|                |                       |                      |              |              |
| Inscrits       | Inscrits              | Inscrits             | 16 317       | 100,00       |
| Votants        | Votants               | Votants              | 11 246       | 68,92        |
| Abstention     | Abstention            | Abstention           | 5 071        | 31,08        |
| Blancs et nuls | Blancs et nuls        | Blancs et nuls       | 434          | 3,86         |
| Exprimés       | Exprimés              | Exprimés             | 10 812       | 96,14        |

#### 2ecirconscription
Saint-Malo-2 regroupe les cantons de Châteauneuf-d'Ille-et-Vilaine, Combourg, Pleurtuit, Tinténiac et de Saint-Servan.
- Charles de Lorgeril (Monarchiste), élu depuis 1889, ne se représente pas.

| Candidat       | Candidat            | Étiquette      | Premier tour | Premier tour |
| Candidat       | Candidat            | Étiquette      | Voix         | %            |
| -------------- | ------------------- | -------------- | ------------ | ------------ |
|                | Léonce Demalvillain | Opportuniste   | 8 788        | 87,25        |
|                |                     |                |              |              |
| Inscrits       | Inscrits            | Inscrits       | 17 714       | 100,00       |
| Votants        | Votants             | Votants        | 10 072       | 56,86        |
| Abstention     | Abstention          | Abstention     | 7 642        | 43,14        |
| Blancs et nuls | Blancs et nuls      | Blancs et nuls | 1233         | 12,24        |
| Exprimés       | Exprimés            | Exprimés       | 8 839        | 87,76        |

### Arrondissement de Vitré
Vitré regroupe tous les cantons de l'arrondissement.
| Candidats      | Candidats                        | Étiquette      | Premier tour | Premier tour |
| Candidats      | Candidats                        | Étiquette      | Voix         | %            |
| -------------- | -------------------------------- | -------------- | ------------ | ------------ |
|                | Olivier Le Gonidec de Traissan * | Monarchiste    | 10 192       | 64,56        |
|                | Georges Garreau                  | Opportuniste   | 5 601        | 35,48        |
|                |                                  |                |              |              |
| Inscrits       | Inscrits                         | Inscrits       | 19 871       | 100,00       |
| Votants        | Votants                          | Votants        | 15 967       | 80,35        |
| Abstention     | Abstention                       | Abstention     | 3 904        | 19,65        |
| Blancs et nuls | Blancs et nuls                   | Blancs et nuls | 180          | 1,13         |
| Exprimés       | Exprimés                         | Exprimés       | 15 787       | 98,87        |

*sortant

## Députés élus
| Députés | Députés                        | Parti          | Fonctions lors de l'élection en 1893 |
| ------- | ------------------------------ | -------------- | --- |
|         | René Le Hérissé                | Boulangiste    | Conseiller général de Rennes-Sud-Est. Ancien Lieutenant, Propriétaire.                                                                   |
|         | François Brune                 | Opportuniste   | Conseiller général et maire de Pleine-Fougères. Ancien Notaire.                                                                          |
|         | Léonce Demalvillain            | Opportuniste   | Conseiller d'arrondissement et maire de Saint-Servan. Armateur.                                                                          |
|         | Édouard Pontallié              | Opportuniste   | Maire de Saint-Aubin-du-Cormier. Propriétaire agricole.                                                                                  |
|         | Émile Récipon                  | Union libérale | Ancien député, maire de Laillé. Propriétaire agricole, châtelain du Château de La Roche Giffard.                                         |
|         | René Brice                     | Union libérale | Ancien député, vice-président du Conseil Général, conseiller général du Sel-de-Bretagne. Avocat, Propriétaire agricole.                  |
|         | Olivier Le Gonidec de Traissan | Réactionnaire  | Ancien député, premier adjoint au maire de Vitré. Ancien Zouave pontifical, Propriétaire agricole, châtelain du Château de la Baratière. |
|         | Armand Porteu de la Morandière | Réactionnaire  | Ancien Préfet, conseiller d'arrondissement de Montauban-de-Bretagne, maire de Talensac. Directeur de filature, Propriétaire agricole.    |